# Затышок (Житомирская область)
Затышок (укр. Затишок, до 2024 года — Першотравневое) — село на Украине, основано в 1889 году, находится в Коростенском районе Житомирской области. Стоит на реке Бедрийка.
Код КОАТУУ — 1822380806. Население по переписи 2001 года составляет 87 человек. Почтовый индекс — 11563. Телефонный код — 4142. Занимает площадь 0,655 км².

## Происхождение названия
Село было названо в честь праздника весны и труда Первомая, отмечаемого в различных странах 1 мая; в СССР он назывался Международным днём солидарности трудящихся.
На территории Украиской ССР имелись 50 населённых населённых пунктов с названием Першотравневое и 27 — с названием Первомайское.

## Адрес местного совета
11562, Житомирская область, Коростенский р-н, с. Бондаревка, ул. Ленина, 50